# Bólido del Mediterráneo Oriental
El bólido del Mediterráneo Oriental fue una explosión aérea de alta energía ocurrida sobre el mar Mediterráneo oriental (aproximadamente en 34° N y 21° E) el día 6 de junio de 2002 a las 7:28 (hora local).
Sucedió a aproximadamente
- 140 km al norte de la costa de Libia,
- 270 km al este-suroeste de la costa de la isla de Creta,
- 300 km al sur-suroeste de la costa de Grecia

La detonación, similar a la de una pequeña bomba atómica, ha sido atribuida a un objeto celeste no detectado durante su aproximación a la Tierra. El objeto se desintegró y sus fragmentos no se pudieron recuperar. Al no alcanzar la superficie y ocurrir sobre el mar, no se produjo cráter.
Al igual que ocurre en la teoría generalmente aceptada para el bólido de Tunguska o lo sucedido en Cheliábinsk, el bólido ―de unos 10 metros de diámetro― detonó en el aire debido a los poderosos desequilibrios térmicos producidos por la entrada en la atmósfera terrestre. La explosión fue detectada por numerosas estaciones sismográficas. La energía liberada se ha establecido, mediante medición por ultrasonidos, en aproximadamente 26 kilotones (el doble que la bomba atómica que Estados Unidos detonó sobre la población civil de la ciudad japonesa de Hiroshima, y más o menos como la bomba atómica detonada en Nagasaki, como una pequeña bomba nuclear moderna). Si hubiese explotado sobre zona habitada, las consecuencias habrían sido catastróficas.
Adicionalmente, en esos momentos India y Pakistán ―dos naciones con armas nucleares― estaban en un elevado estado de alerta. El astrofísico estadounidense Simon Worden (1949‑) opinó que si el impacto hubiera sucedido en esa región o en sus proximidades, probablemente se habría confundido con un ataque, lo que hubiera iniciado una guerra nuclear entre ambos países. Puesto que el punto del impacto y la región en disputa de Cachemira se hallan a la misma latitud, este hecho no sucedió por apenas 3 horas
dada la rotación terrestre.
Esta idea de que un meteoro pudiera desencadenar una guerra nuclear fue propuesta con anterioridad por el divulgador científico Carl Sagan en su libro Cosmos (de 1980).